# معركة أجونيندا
كانت معركة أجونيندا إحدى مواقع ثورة التحرير الجزائرية التي وقعت في 23-25 مايو 1957 بين الفوج الثالث للمظلات الاستعمارية الفرنسي تحت قيادة المقدم مارسيل بيجار وفرقة الفدائيين 41 من جبهة التحرير الوطني («علي خوجة») بقيادة سي عز الدين. أرسل بيجار وفرقته لمطاردة فرقة الفدائيين والقبض عليهم بعد نصب عدد من الكمائن الناجحة للوحدات الفرنسية. وتقابل الفريقان في منطقة أجونيندا؛ حيث حاول جنود المظلات الفرنسيون نصب كمين لقوة جبهة التحرير الوطني، ولكن اكتشفت جبهة التحرير الوطني وجود الفرنسيين، وبدلاً من ذلك ركزت قوتها ضد الفرقة الفرنسية البعيدة عن المركز.
استطاع بيجار إعادة نشر قواته والإحاطة بقوات جبهة التحرير الوطني؛ وانسحبت قواته بنجاح وإن كانت قد تكبدت خسائر فادحة. ومع ذلك، لم يستطع الفرنسيون استعادة مخابئ الأسلحة الكبيرة التي أزالتها قوات جبهة التحرير الوطني من الميدان. وتسببت المعركة في تغيير قوات جبهة التحرير الوطني خططهم التكتيكية، حيث نبهتهم إلى عدم قدرتهم على لقاء الفرنسيين في معركة مفتوحة. وعلى النقيض، جددت ثقة الفرنسيين في قدرتهم على تحقيق انتصار عسكري. ومع ذلك، وجد المتشككون فيها دليلاً على عدم قدرة أي من الفريقين مطلقًا على السيطرة على منطقة نفوذ الآخر. وتجنبت جبهة التحرير الوطني الاشتباك العسكري مع الفرنسيين، حيث اعتمدت على أسلوب حرب العصابات.

## الخلفية التاريخية
في أوائل مايو 1957، هزمت فرقة الفدائيين 41 («علي خوجة») من جبهة التحرير الوطني الجزائرية وحدة الصبايحية، حيث قتلت 60 رجلاً بينما سقط 7 قتلى في صفوفها. وبعد حوالي أسبوعين، في 21 مايو، نصبت الوحدة نفسها كمينًا لسرية تابعة لكتيبة قناصين بالقرب من مدينة المدية. وقتل نقيب و15 قناصًا في الاشتباك، بينما أقنع آخرون بالانشقاق، وكانت خسائر جبهة التحرير الوطني مقتل فرد واحد وإصابة اثنين.
أسندت إلى المقدم مارسيل بيجار والفوج الثالث للمظلات الاستعمارية (3e RPC) - العائدون مؤخرًا من عمليات ناجحة في مدينة الجزائر - مهمة مطاردة هذه الوحدة والقبض عليها. واقترحت الاستخبارات الفرنسية تحرك الوحدة ناحية الغرب، وكانت مهمتها مرافقة قادة الولاية الرابعة إلى مقابلة مع قوات أخرى تابعة لجبهة التحرير الوطني بالقرب من مدينة المدية. وقرر بيجار نصب كمين لفرقة الفدائيين 41 في طريقهم وأختار السير في طريق أجونيندا بدلاً من واد بولبان؛ حيث إنه طريق معروف لجبهة التحرير الوطني. ونقل بيجارد وفرقته بالشاحنة من القاعدة في سيدي فرج إلى التل 895، حيث وصلوا الساعة 30:1 في 23 مايو. ومن هناك، قام بيجار و700 من جنود المظلات بمسير اقتراب لمدة 4 ساعات في الليل والبرد وفي ظل انضباط صارم لعدم صدور أي صوت أو ضوء. وبحلول الفجر، كان جنود المظلات في الموقع ومختبئين. وكانت القيادات ومدافع الهاون على التل 1298؛ وانتشرت الفرق الأولى والثانية والثالثة وسرية الاستطلاع على الأقدام على مسافة 10 كم على أربع قمم تطل على الطريق المحتمل للعدو. وكانت الفرقة الرابعة وفرقة الدعم احتياطية، بينما أصبحت طائرات الهليكوبتر وطائرات الهجوم الأرضي في وضع الاستعداد في مدينة المدية.

## المعركة

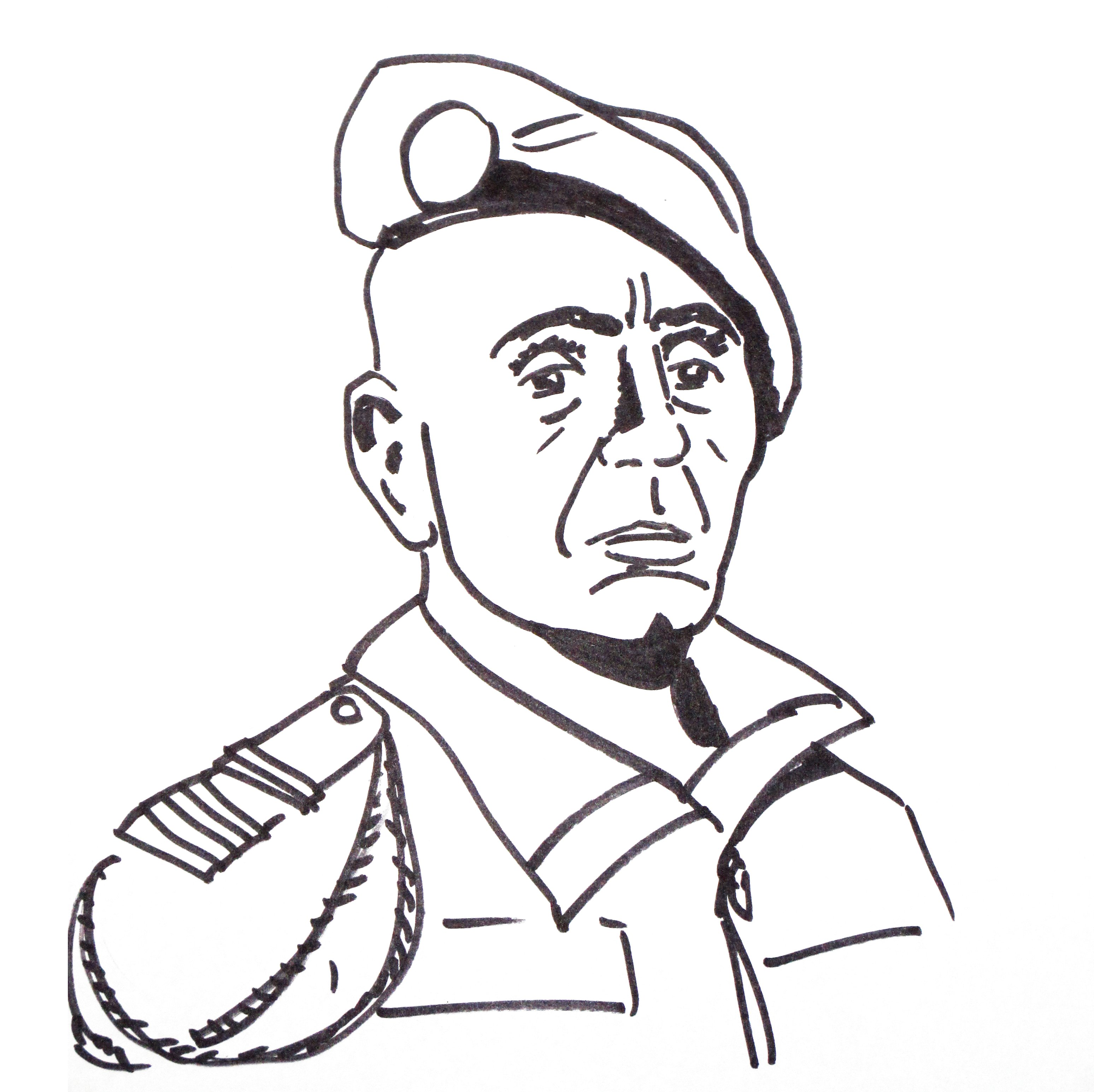
بيجار، قائد مشهور ومحارب قديم في ديان بيان فو، قاد رجاله بنفسه في الميدان بعد عودته من معركة الجزائر ببضعة أيام فقط.

في الساعة 30:10، أبلغت الفرقة المتمركزة في أقصى الشمال والمكشوفة، الفرقة الثالثة «الزرقاء» تحت قيادة النقيب لامبي، عن طريق اللاسلكي عن رؤية قوة كبيرة من جبهة التحرير الوطني تقترب من موقعها فوق الضفة الشمالية لواد بولبان من جهة الشرق، وأطلقت الفرقة النيران على القوة الساعة 45:10. وكان سي عز الدين الذي كان يعلم مسبقًا بوجود القوات الفرنسية، يقود رتلاً مكونًا من ثلاثة فرق على الأقل، يحاول الالتفاف حول الفرقة الثالثة من جهة الشمال. ووضع النقيب لامبي ورجاله المئة تحت ضغط هائل؛ حيث فاقهم رجال سي عز الدين في العدد بنسبة ثلاثة إلى واحد.
كانت طائرات الهليكوبتر الاحتياطية في مدينة مدية في طريقها بالفعل، وأمر بيجار بنقل فرقة الدعم على الأرض المرتفعة شمال الفرقة الثالثة. وقفزت أول دفعة من الجنود من طائرات الهليكوبتر الساعة 55:10 وأصبحت فرقة الدعم جاهزة بالكامل للقتال بحلول الساعة 30:11. وفي هذه الأثناء، تحركت الفرقتان الأولى والثانية على الأقدام لدعم الفرقة الثالثة، بينما نقلت طائرات الهليكوبتر سرية الاستطلاع والفرقة الرابعة غير المشتركين في القتال إلى موقع شمال شرق المعركة تقريبًا بين الفرقة الثالثة وقوات جبهة التحرير الوطني.
سيطرت قوات جبهة التحرير الوطني على الأرض المنخفضة في واد بولبان، ولكن هيمن عليها من الأعلى جنود المظلات: الفرقتان الثالثة والرابعة وفرق الدعم من الشمال والفرقتان الأولى والثانية، بالإضافة إلى القيادات من الجنوب. وفي سلسلة من المعارك الدائرة على منطقة مساحتها حوالي 30 كم مربع دامت 48 ساعة، شنت فرقة الفدائيين 41 وكتيبتان أخريان على الأقل العديد من الهجمات المضادة الشرسة والتي انتهت إلى التحام الفريقين. وبالرغم من الدعم من الطائرات التعبوية، فقد كان انتشار جنود المظلات ضئيلاً جدًا لتتمكن من الحفاظ على إحكام الحصار؛ ونجح حوالي 200 من مقاتلي جبهة التحرير الوطني في الهروب عن طريق الشقوق.

## التداعيات
خلّفت قوات جبهة التحرير الوطني وراءها 96 قتيلاً و12 أسيرًا، ولكنها تمكنت من الانسحاب بمعظم جرحاها، بينما سقط من جنود المظلات الفرنسيين 8 قتلى و29 جريحًا، ونجحوا أيضًا في تحرير 5 أسرى. ولم يستطع الفرنسيون كذلك استعادة مخابئ الأسلحة الكبيرة؛ حيث أخذت قوات جبهة التحرير الوطني البنادق معها. وبالرغم من الخسائر الفادحة التي تكبدتها قوات جبهة التحرير الوطني، فلم يستطع الفرنسيون سوى استعادة 45 سلاحًا من ميدان المعركة. وقد شجع الفرنسيون إمكانية النقل الجوي الناجحة إلى ميدان المعركة. وعلى الجانب الآخر، تعلمت قوات جبهة التحرير الوطني أن الاشتباكات الواسعة النطاق في قلب الدولة لا بد من تجنبها بأي ثمن.
توصل مراقبون آخرون إلى استنتاجات أكثر تشاؤمًا حول الجانب الفرنسي، فإذا فشلت وحدة متميزة مثل الفوج الثالث للمظلات الاستعمارية تحت إمرة قائد عظيم مثل مارسيل بيجار في تحقيق نصر كامل بشروطه، فهل هناك أمل في تحقيق أي انتصار على الإطلاق.